# 中村初恵
中村 初恵（なかむら はつえ、8月18日 -）は、日本のソプラノ歌手・ソーシャルアーティストである。声質はリリコ・コロラトゥーラ。東京室内歌劇場会員。東京都生まれ、埼玉県出身。

## 来歴・音楽歴
4歳よりスズキ・メソードでピアノを習いはじめる。音楽に親しみながらも、陸上などのスポーツ、バトンなど活発な少女時代を送る。中学より私立三輪田学園中学校・高等学校に入学。同高等学校を卒業。学園時代には、開成中学校・高等学校との合同混声合唱など、音楽活動が盛んな合唱部において、中高共に部長を務める。
東京音楽大学声楽科を経て、(財)財団法人日本オペラ振興会オペラ歌手育成部マスターコースを修了。2002年にモーツァルト「レクイエム」ソプラノソロでソリストデビュー（彩の国さいたま芸術劇場音楽ホール）。ドイツ・レーゲンスブルクより来日の男声合唱団“レナーアンサンブル”と共演。
学生時代より「音楽 de スマイル」を志しとし、様々な施設や病院でのボランティア活動やチャリティー活動に参画、出演。（彩の国アーティストボランティアバンク等）
オペラを中心に活動していたが、ラフマニノフの歌曲が収録されたCDを聴き、その美しさに衝撃を受けて勉強を始める。（後に師匠となるゲルギエワ女史によるピアノ伴奏であった）
推薦を受けて、ロシア・サンクトペテルブルクにある国立マリインスキー劇場専属研修生(The Academy of young singers)のオーディションの機会を得てロシアへ渡航。現地にてオーディションに合格。奨学金を得て、文化交流ビザにて同劇場に所属。マリインスキー劇場のソリストとして様々なコンサートに出演しながら研鑽を積む。

2012年、ニューヨーク（アメリカ）の病院を中心に音楽療育、並びに、音楽知育を学ぶ。小児病棟を中心に心理カウンセラーの医師らにより現場で研修を受けた。東日本大震災での音楽を通じたボランティア演奏活動をきっかけとした給費留学。東日本大震災での音楽を通じたボランティア演奏活動をきっかけとして給費留学の機会を得た。小児病棟を中心に心理カウンセラー（臨床心理士・精神科医）の医師らにより現場で研修を受けた。
2015年、ヴュルツブルク音楽院（ドイツ）に短期留学。宗教曲を学ぶ。
今までに、ロシア「白夜祭」のほか、 フィンランドで開催されるサマーオペラフェスティバルに出演。同時にミッケリにて開催されたサマーオペラアカデミーにマリインスキー劇場の選抜メンバーとして、参加。ディプロマを取得。
師事していたグライル・ハネダニアン（元マリインスキー劇場ソリスト・現在作曲家）より、自身が作曲した「Ave Maria」を寄与された。主にマリインスキー劇場、及び、エルミタージュ美術館ホールでのオペラやコンサートに出演。ウィーン宮廷歌手のウィーン宮廷歌手のウラジーミル・アトランタフや、シベリウス音楽院 グスタフ・デュプシュバッカ、ラリッサ・ゲルギエワ、**ウラジーミル・アトランタフや、シベリウス音楽院大学長のグスタフ・デュプシュバッカ、ラリッサ・ゲルギエワ、**イレアナ・コトルバシュなどに師事。
国内では、学生時代よりコンサートやミュージカルに多数出演。岩田達宗の演出による「笠地蔵」タイトルロール、モーツァルト「フィガロの結婚」スザンナ役をはじめ、「ドン・ジョバンニ」ツェルリーナ役、「リゴレット」ジルダ役、「椿姫」ヴィオレッタ役、「雪娘（リムスキー=コルサコフ）」雪娘役、「皇帝の花嫁」マルファ役などを務める。ミュージカルでは、「オペラ座の怪人」クリスティーナ役、「ウェストサイドストーリー」マリア役を務める。
国内においてピアノを和気葉子、武渕千枝子に師事。声楽を小川順子、持田篤、**中澤桂、小泉惠子、山本真弓のに師事。ロシア歌曲を山下健二、藤沼敦子に師事。
ベートーベン「第九」ソリストを務めるほか、宗教曲をレパートリーとし、「フォーレレクイエム」、「モーツァルトレクイエム」、ヴィヴァルディ「グローリア ニ長調RV.589」、サンサーンス「クリスマス・オラトリオ」などの宗教曲のソリストを務める。バッハ「カンタータ」、「ソロカンタータ」、「世俗カンタータ」のソリストを長年にわたって務める。
帰国後は、2008年横浜みなとみらい小ホールにて1st.リサイタル「歌-祈り　中村初惠ソロリサイタル　リムスキー=コルサコフ没後100年記念」を開催（主催：ブロッサム企画　共催：郵船トラベル株式会社）。
《2009年以降の主な出演》
2009年ー現在、「ロシア文化フェスティバル in JAPAN（日露政府公式開催）」に出演、参画。
2009年、一条ゆかりの漫画原作の映画『プライド』の主役歌唱に抜擢。
2010年、東京文化会館にてソロリサイタル「高みから舞う風のように」（主催：東京労音）開催。同時にCD「高みから舞う風のように」をリリース（プラネット・ワイ）。ほか、様々なコンサートに出演。
これまでに、各地主要ホールにて多数のソロリサイタルが開催されている他、日本初演コンサートにも多く出演。
2011年、 東日本大地震の2ヶ月後より、被災地からのリクエストを受けて被災地にてボランティア演奏を行う（50箇所以上にわたる）。その後も、学校や仮設住宅など通い続け、現地の子ども達に「リユース楽器」を届ける。
2012年、インド「ニランジャナスクール（私設孤児院）へ「リユース楽器」支援をスタート。現在までにカンボジア、インドネシア（バリ島）の孤児院へもリユース楽器を届けている。
2012年、渡米。ニューヨークにて音楽療育の研鑽を積むと同時に、カーネギーホールでのコンサートにゲスト出演。
東京文化会館でのレディースオーケストラによるコンサートにゲスト出演ほか、TVやラジオなど出演。
2015年、ドイツ ヴュルツブルク音楽院に短期留学。バッハやヘンデル、ハイドンなどのバロック音楽を学ぶ。モニカ・ヴュルグナーに師事。音楽院内でのコンサートに出演。
2016年、ロシアへのトラベルツアーにて、ナビゲーターを務める（「中村初惠と行く音楽三昧の1週間」）。ロシア国立の由緒あるホール「ドム・アーヒテクトラ」でのコンサートに出演。
2017年 - 現在、マリインスキー劇場のソリスト達と日本各地9公演で共演。在日ロシア連邦大使館での公演にも出演（「ロシア文化フェスティバル in JAPAN」による共催）。コンサートノート（パンフレット）や歌曲の翻訳なども務めている。
2018年、ロシア サンクトペテルブルクにて毎年開催されている白夜の音楽フェスティバルにゲスト出演。ほか、コンサート出演。
2019年、ロシアマリインスキー劇場ソリスト、ミハイロフスキー劇場ソリストと共演。国内各地全9公演に出演。コンサートノートや歌曲の翻訳なども務めた。
2020年（コロナ禍）、文化庁補助金事業による公演を多数プロデュース。「0歳からのクリスマスコンサート」など、コロナ禍においてもソーシャルアーティストとして活動を続ける。
2022年 - 2023年、文化庁によるAFF（ARTS for the future)による事業を多数プロデュース。
▪️音楽朗読劇「旅する星の王子さま」
▪️0歳から楽しもう！クリスマスの音楽物語り　、ほか
2023年、ベートーヴェン「交響曲第9番」ソプラノソロにて出演。東京オペラシティ（コンサートホール）、根本昌明指揮。
2023年、旧奏楽堂でのクリスマスコンサートに出演。（久保田洋指揮）
2024年夏、平和を願っての中村初恵ソロアルバム「 INORI  ー 高みから舞いおりる風のように 」リリース予定（ディスククラシカジャパン）。共演：長尾洋史（ピアニスト）、井上鑑（作曲）。

歌手としての幅広いレパートリーで多方面で活動。ミュージカル曲や日本の歌、宗教曲はもちろん、朗読家としても活躍の場を広げる。ロシア出身の作曲家による歌曲やスラブ歌曲の分野におけるスペシャリストとして、ラフマニノフやリムスキー=コルサコフ、プロコフィエフ、ドヴォルザーク、ポーランド歌曲など、美しい詩や素晴らしい音楽を日本に広める活動を続けている。
『音楽現代』などの音楽誌にインタビュー掲載多数。「ロシア検定」の【音楽】を担当し、60ページにわたり執筆。ハンディキャップを持つ子どもたちや、支援センターなどでの音楽療育や子ども達への音楽とアートを通じた知育にも力を注ぐ。
　　　　　　　　　　

## 人物

### 合唱からソリストへ
両親の影響で幼いころから音楽、歌が大好きで、ピアノを続けていた。同時に、陸上やバトン部に所属するなど、活発な少女時代を過ごしていた。中学高校でもバトンや陸上を続けたかったそうだが、入学した学校にはバトン部がなかった。学内の様々な部活を見学したところ合唱の魅力にひかれ、入部。ハーモニーの美しさに感動し、合唱に打ち込んだ。中学高校の年月は、現在の音楽活動に大きな影響を与える6年間となる。中学2年生の頃に薬の副作用から体の病気を患って通院。3年間ほど学校に半分ほどしか通えないつらい時期を過ごした。その間にもよき友人や先輩・後輩、先生に恵まれ、音楽部では、中学・高校共に部長を務める。中学3年生のときに合唱で小さなソロを歌い、それがきっかけで高校時代の音楽の恩師から音大の受験を勧められた。自分を助けてくれた音楽に恩返しをしたい、との強い想いから音大受験を決意。高校二年生から声楽の勉強を始めた。小学生の頃からジャーナリストや弁護士として世界の平和のために活動したいという夢を持っていた中村初惠は、ソリストとなってチャリティーコンサートを開き、笑顔いっぱいの社会にしたいとの夢を叶えることを決意した。(中村初恵HP、会報誌「ハーニャチカ」、コンサート内の本人談話、「未来の仕事（gakken出版）など参考)。　　　　　　　　　　　　　　　　　　　　　　　　　　　　　　　　　　　　　

### 留学・葛藤
大学でのオーディションや国内のコンクールに挑んだが、一次選考で落とされることもあり、葛藤を抱えていた。大学卒業後はイタリアオペラを中心に学び、イタリア研修やイタリアでの公演に出演。日本の歌、宗教曲、ミュージカル音楽、映画音楽などの音楽に合う声質を持つことを恩師より指導され、オペラと同時に様々な曲を学ぶ。ソリストとしてデビューしてからのある日、音楽活動をする中でロシア歌曲に出会う。音楽の美しさ、詩の深さに魅力を感じ、ほぼ独学でロシア語を学び始める。その後、現地にてロシア国立マリインスキー劇場のオーディションを受ける機会を得て留学を決意。劇場にて研鑽を積みながら、コンサートに出演。現在に至るまで日本でロシア音楽を紹介し、日露の文化交流に貢献している。また、スラブ歌曲のスペシャリストとして日本では知られざる美しい歌曲を伝えている。

### 転機
2003年、ロシア国立マリインスキー劇場専属研修生のオーディションの機会を得て現地にて受験。世界の劇場でも5本の指に入ると言われるこの劇場のオーディションに合格したことは、中村初惠にとって大きな転機となった。劇場では、コレペティートゥアの指導や劇場ソリストや講師陣による歌唱指導のほか、演劇・ダンス・フェンシング・独伊英仏の語学指導など、オペラ歌手として必要な指導を日々学んだ。毎日の研鑽や演奏を重ねる中で得た国際的な芸術家や歌手たちとの出会い、劇場でのオペラ出演やコンサート出演の経験は、掛け替えのない時間となった。そして、国際コンクールでの受賞や一流の指導人、特に憧れの存在だったイレアナ・コトルバシュや指揮者ヴァレリー・ゲルギエフ、ウラジーミル・アトランタフ、ラリッサ・ゲルギエワ（指揮者ゲルギエフの姉）から得た指導や言葉は、彼女の音楽活動に大きな影響を与え続けている。

## 主要公演記録
- 2002年　モーツァルトレクイエムソプラノソロにてソリストデビュー（彩の国芸術劇場、久保田洋指揮）。ドイツ・レーゲンスブルクより来日したア・カペラ男声アンサンブル「レナー・アンサンブル」と共演。
  - オペラフィガロの結婚スザンナ役でオペラデビュー（八王子市芸術文化会館、全幕・オーケストラ、角武史指揮）

- - 日本初演のオペラ「笠地蔵」（松井和彦作曲）に地蔵役で出演（中野ゼロホール。岩田達宗による演出）

- 2004年　* フィンランドのミッケリにて開催「サマーオペラアカデミー」、及び、「オペラフェスティバル」にマリインスキー劇場からの選抜にて出演。

- 2005年 マリインスキー劇場にてコンサートに出演。
  - サンクトペテルブルク・フィルハーモニア大ホール（露語:Санкт-Петербургская филармония/Большой зал）にて演奏。

- - 武蔵野文化会館主催：* チャイコフスキー　作曲の歌劇イオランタにロシア人歌手らと共に出演（イオランタの友人・ブリギッタ役）
- 2006年 国際交流基金助成金事業「国際日本文化週間inキエフ」にロシアより出演。新聞などで大きく報道された。

- 2004ー2006年　フィンランドのサヴォリンナ城で開催「サマー音楽祭」に出演。指揮者ゲルギエフと共演。

- - モーツァルトレクイエムソプラノソロ出演。サンアゼリア大ホール：和光市文化振興公社
  - フィガロの結婚スザンナ役出演（全幕・オーケストラ）。浦安市民文化会館大ホール。
  - 豊洲ららぽーとプロデュースオペラ座の怪人クリスティーヌ役で出演。米国人歌手と共演。
  - 日本財団コンサート「ランチコンサート」、及び、「夜のコンサート」に連続出演。日本財団主催・日本財団ビル内にて開催。

- 2007年 サロンホールでのソロコンサートに出演（茗荷谷ラ・リールにて3か月に1度、フロレスタン株式会社主催）
  - グリエール「コロラトゥーラソプラノのための協奏曲」ソプラノソロ出演。大田区アプリコ大ホール・オーケストラ「ダヴァイ」主催。
  - 東京室内歌劇場　新人コンサートに出演（上野旧奏楽堂）。その後、東京室内歌劇場主催のオペラやコンサートに多数出演（演出・指揮：青島広志の舞台やオペラ「星の王子様」世界初演など）

- 2008年 青島広志版「フィガロの結婚」3公演に出演。東京ＦＭホール・東京室内歌劇場主催。
  - 日本初演星の王子様に出演（アルベルト・カルーソ作曲・栗山昌良演出、紀尾井ホール／2回公演・東京室内歌劇場主催）。
  - 中村初恵1st.リサイタル『 歌—祈り ～リムスキー＝コルサコフ没後100年にちなんで～ 』が開催される（横浜みなとみらいホール小ホール・主催：フロレスタン・中村初惠リサイタル事務局　スポンサー/郵船トラベル株式会社 後援：ロシア連邦大使館）
- 2009年　「ロシア文化フェスティバル IN JAPAN 2009年」に初出演（ロシア連邦外務省などの主催による日ロ文化交流の主要イベント。ロシア組織委員長はロシア連邦大統領府長官のS.ナルイシュキン、日本組織委員長は衆議院議員・元首相の羽田孜）
  - 中村初恵2nd.リサイタル【歌-祈り】が開催される（墨田トリフォニーホール）
- 2009年よりロシア文化フェスティバル IN JAPAN(現日本組織委員長高村正彦(自由民主党副総裁)に携わり、参画している。
- 2010年　「ロシア文化フェスティバル IN JAPAN 2009年」公式プログラム＜グレゴリー・セドフリサイタル＞に出演（ヤマハホール）。
  - にほんのうたコンサート（日比谷公会堂）に出演。
  - 東京文化会館デビューリサイタル【高みから舞う風のように】が開催される。
  - 1st.ソロ・アルバム【歌-祈り】がプラネティーレーベルにより発売される。リサイタルのライブによる12曲を収録。ロシア歌曲が中心に収録された日本では珍しいアルバムである。ロシア歌曲詩訳も中村初恵本人による。
- 2011年 東日本大震災ののち、『星々の音楽隊』を結成。アーティスト50名を集め、都内各所で数回にわたりチャリティーコンサートを開催。
  - 東日本大震災同年の5月・7月、現地の方からの呼びかけで被災地避難所へ出向き、ボランティア演奏。以降、たびたび訪れ、小学校での演奏、仮設住宅での演奏をはじめ、リユースした楽器を贈る活動を続ける。｛[釜石]、[宮古市]など沿岸部数ヵ所の100ヶ所以上の避難所を訪れ演奏した。)
- 2011年**東京文化会館にてみつとみ俊郎レクチュア＆コンサート「健康と音楽」出演。

- 2011年　**杉並公会堂中村初恵ソロコンサート「歌はすべての壁を超えて」開催（プラネットワイ主催）。

ピアノ：安達朋博
ゲスト出演：池山由香（アルパ）、古舘由佳子（ジプシーバイオリン）
- ロシア文化フェスティバル IN JAPAN(現日本組織委員長高村正彦自由民主党副総裁・ロシア外務省など主催)」に公式エントリー。日本人として初めて協賛を得てリサイタルを開催。　　ほか

- 2012年-2013 NYで音楽療育・音楽知育について学ぶ。（現在も療育講師、療育アドバイザー・知育アドバイザーを務める）

- 2012年 NY滞在中、**カーネギーホールで開催されたコンクール受賞式においてゲスト出演。

- 2014年銀座王子ホール

日本初演ソープオペラ「Love Triangle」に出演。
- 2015年　*ドイツ **ヴュルツブルク音楽院に短期留学。バッハやヘンデル、ハイドンなどのバロック音楽を学ぶ。モニカ・ヴュルグナーに師事。音楽院内でのコンサートに出演。

- 2016年ロシアへのトラベルツアーにて、ナビゲーターを務める（「中村初惠と行く音楽三昧の1週間」）。ロシア国立の由緒あるホール「ドム・アーヒテクトラ」でのコンサートに出演。

- 2017年* ロシア国立マリインスキー劇場のソリスト達と日本各地7公演で共演。在日ロシア連邦大使館での公演にも出演（「ロシア文化フェスティバル in JAPAN」による共催）。コンサートノートや歌曲の翻訳なども務めた。
  - 日経ホール　
  - 横山みなとみらい小ホール
  - 久喜総合文化会館　
  - 太田市学習文化センター　
  - 八ヶ岳高原音楽堂 ほか

- 2018年サンクトペテルブルクにて毎年開催されている白夜の音楽フェスティバルにゲスト出演。ほか、コンサート出演。

- 2019年　ロシアマリインスキー劇場ソリスト、ミハイロフスキー劇場ソリストと共演。国内各地全10公演に出演。コンサートノートや歌曲の翻訳なども務め

た。　
- - 品川区五反田文化センター　
  - 鳩山会館　
  - 守山市民文化会館　
  - 宗次ホール　
  - 武蔵野市民文化会館ほか

## 受賞歴
- 2004年「第6回国際リムスキーコルサコフ　オペラコンクール」　
  - ディプロマ　及び、リムスキー=コルサコフ特別賞受賞。取材を受け、演奏などがTVで大きく放映された。ヨーロッパでは特別な意味を持つ「13番」の受験番号をひいたにも関わらず、シンデレラとなった日本人歌手としても話題になり、新聞やTVから多くの取材を受けた。（VI International Rimsky-Korsakov Young Opera Singers´ Competition）。
- 2005年「第4回エレーナ・オブラスツォワ　国際オペラコンクール」　
  - 優秀歌唱賞、及び、サンクトペテルブルク市芸術財団より「我が街の音楽家」の称号を授与された（IV International opera competition name of aElena –obraszova）。
- 2006年「名演奏家コンクール」(全日本演奏家協会主催)　最優秀賞受賞(第2位不在)

## ディスコグラフィー
- 【 歌-祈り ~ Песня-Молитва ~】中村初恵ソプラノリサイタル（2010年9月1日発売）

## 著作
- 2008年 書籍「みんなの未来の仕事」"声楽家"ページを担当し執筆。写真と共に掲載（学研ホールディングス(旧・学習研究社)）。
- 2011年 構想日本(JAPAN INTIATIVE)メールマガジン、2011年7月7日号に「祈りをこめて、被災地へ」記事掲載。
  - 東海大学研究所発行望星2011年11月号、記事掲載。
- 2016年 「ロシア検定」（国際知識普及協会）テキスト『音楽』を60ページにわたり担当・執筆[2]。
- 2016年  コラム「はっち先生、音楽療育の現場より“音楽はすべての壁を超えて”」一般社団法人青少年自助自立支援機構発行「コンパスナビ」へ特別寄稿、連載終了。第4回[3]。

- 2017年〜 「NHKまいにちロシア語」 出演コンサート、掲載多数。

- 2017年 「音楽現代」（現代音楽社出版）インタビュー記事に掲載。

- 2018年「音楽現代 10月号」（現代音楽社出版）、中村初恵執筆のコンサート後記が掲載。

- 2018年渋沢栄一記念財団「青淵」９月号に寄稿。

- 2019年「音楽現代 9月号」（現代音楽社出版）インタビュー記事に掲載。

- 2019年 音楽誌「月刊モーストリークラシック 8月号」（産経新聞社）インタビュー記事掲載。

## 収録・掲載
- 2004年 JRA（日本中央競馬会）50周年記念DVDでのイメージソング、BGMを担当。
- 2008年 一条ゆかり原作・金子修介監督の映画「プライド」の主人公オペラアリアの歌唱吹き替え。
- 2008年 竹浪明監督の映画「のら暦　＊ねこ休みネコ遊ビ＊」の主題歌（佃良次郎作曲）、挿入歌を担当。UPLINKよりDVD発売。
- 2009年 フジテレビ　「ハピふる」の＜益田由美のとうきょう歩き＞にて、コンサートでのインタビューや演奏が放映（午前9時55分～11時25分）。
  - 2009年　みつとみ俊郎Pod Cast第一回目のゲストで出演。
- 2010年 J:COMの全国ネット生放送番組『つながるセブン』に出演。小倉淳さん司会。
- 2012年 「東武新聞」2012年1月24日号『著名な若手指揮者と声楽家たち！』掲載
- 2014年 「ロシアの声」（ロシア国営ラジオ日本語放送）のインタビューを受け、出演。
  - 銀座FM「ソラトニワ銀座」ゲスト出演。パーソナリティー：小高千枝
- 2015年　「音楽現代」（芸術現代社出版）より取材を受け、インタビュー記事1ページ掲載[4]
  - 「音楽現代」コンサート講評にソロリサイタルの評論が掲載（福田滋 執筆）[5]
  - 「MOSTLY CLASSIC」（産経新聞社出版）より取材を受け、インタビュー記事1ページ掲載[6]
  - 2017年　「音楽現代」（芸術現代社出版）[7]。
  - 2017年「日経ベリスタ」（日本経済新聞社）コンサート記事掲載。
  - 2017年　「日本経済新聞」コンサート記事掲載。
- TBS「ピラミッドダービー」出演。

- - 2018年　「音楽現代」（芸術現代社出版）[8]。
  - 2018年「青淵」（渋沢栄一財団）[9]。

- - 2019年「MOSTLY CLASSIC」（産経新聞社出版）インタビュー記事掲載[10]

- NHKロシア語講座テキスト「まいにちロシア語」にコンサート情報など掲載。
  - 「佛教タイムズ」より、「インドの子ども達への楽器支援」への取り組みに関する取材を受け、インタビュー記事掲載。

## 著作
- 2008年 書籍「みんなの未来の仕事」"声楽家"ページを担当し執筆。写真と共に掲載（学研ホールディングス(旧・学習研究社)）。
- 2011年 構想日本(JAPAN INTIATIVE)メールマガジン、2011年7月7日号に「祈りをこめて、被災地へ」記事掲載。
  - 東海大学研究所発行望星2011年11月号、記事掲載。
- 2016年 「ロシア検定」（国際知識普及協会）テキスト『音楽』を60ページにわたり担当・執筆[2]。
- 2016年  コラム「はっち先生、音楽療育の現場より“音楽はすべての壁を超えて”」一般社団法人青少年自助自立支援機構発行「コンパスナビ」へ特別寄稿、連載終了。第4回[3]。

- 2017年〜 「NHKまいにちロシア語」 出演コンサート、掲載多数。

- 2017年 「音楽現代」（現代音楽社出版）インタビュー記事に掲載。

- 2018年「音楽現代 10月号」（現代音楽社出版）、中村初恵執筆のコンサート後記が掲載。

- 2018年渋沢栄一記念財団「青淵」９月号に寄稿。

- 2019年「音楽現代 9月号」（現代音楽社出版）インタビュー記事に掲載。

- 2019年 音楽誌「月刊モーストリークラシック 8月号」（産経新聞社）インタビュー記事掲載。

- 2021 **光藍社公式note「オペラの魅力」寄稿。